# Інтерферометрія

Проходження світла крізь Інтерферометр Майкельсона. Два світлових промені, що вийшли з одного джерела, об'єднуються у напівпрозорому дзеркалі, і досягають детектора. Інтерференція променів може спричиняти або взаємне посилення інтенсивності (якщо промені приходять у одній фазі), або послаблення (якщо у протифазі).

Інтерферометрія — це сімейство методів, у яких хвилі (як правило електромагнітні) використовують для, наприклад, контролю якості оптичних компонентів та систем.
Інтерферометрія також використовується в експериментальній механіці (голографія). Ці методи, як правило використовується для вимірювання поля зміщення та форми предметів, але завдяки інформації, яку було отримано від польових вимірювань зміщень за допомогою чисельного диференціювання, легко визначити деформацію випробуваного об'єкта.